# Porthmologa
Porthmologa är ett släkte av fjärilar. Porthmologa ingår i familjen praktmalar, Oecophoridae.
Kladogram enligt Catalogue of Life:
| Porthmologa | \| \| Porthmologa deltophanes \| \| \| \| \| \| Porthmologa paraclina \| \| \| \| |
|             | \| \| Porthmologa deltophanes \| \| \| \| \| \| Porthmologa paraclina \| \| \| \| |
|             | Porthmologa deltophanes                                                           |
|             |                                                                                   |
|             | Porthmologa paraclina                                                             |
|             |                                                                                   |